# فايربول روبرتس
إدوارد غلين "فايربول" روبرتس الابن (بالإنجليزية: Edward Glenn "Fireball" Roberts Jr.) (20 يناير 1929 – 2 يوليو 1964) كان سائق سباقات سيارات أمريكي بارز، ويُعد من رواد سباقات ناسكار خلال خمسينيات وبدايات ستينيات القرن العشرين.

## حياته ومسيرته
وُلد روبرتس في تامبا، فلوريدا، واكتسب لقب فايربول في شبابه نسبة إلى رمياته السريعة في رياضة البيسبول، قبل أن ينتقل لاحقًا إلى سباقات السيارات، حيث انطلقت مسيرته الاحترافية في سباقات ناسكار عام 1947.
شارك في أكثر من 200 سباق ضمن سلسلة كأس ناسكار، وفاز بـ33 منها. عُرف بقيادته الجريئة وأسلوبه المتميز، مما جعله أحد أشهر السائقين وأكثرهم شعبية في عصره.

## وفاته
في مايو 1964، تعرض روبرتس لحادث مروع خلال سباق "World 600" في حلبة شارلوت، حيث اندلع حريق في سيارته، وأصيب بحروق بالغة. توفي متأثرًا بجراحه بعد نحو ستة أسابيع من الحادث، عن عمر ناهز 35 عامًا.

## إرثه
ساهمت وفاة روبرتس في تعزيز جهود السلامة داخل ناسكار، وأدت إلى اعتماد معايير جديدة لمكافحة الحرائق وتطوير أنظمة الوقاية في سيارات السباق. تم إدخاله إلى قاعة مشاهير ناسكار بعد وفاته، تكريمًا لمسيرته وتأثيره في تاريخ السباقات.